# 绍东-诺朗特
绍东-诺朗特（法語：Chaudon-Norante，法語發音：[ʃodɔ̃ nɔʁɑ̃t]）是位于法国上普罗旺斯阿尔卑斯省南部的一个市镇，属于迪涅莱班区。该市镇于1790-1794年间由绍东（Chaudon）和诺朗特（Norante）合并而成。

## 地理
绍东-诺朗特（43°58'46"N, 6°18'44"E）面积37.48 平方千米，位于法国普罗旺斯-阿尔卑斯-蓝色海岸大区上普罗旺斯阿尔卑斯省，该省份为法国东南部内陆省份，北起上阿尔卑斯省，西接沃克吕兹省，西北接德龙省，南至瓦尔省，东临滨海阿尔卑斯省，东北部与意大利接壤。
与绍东-诺朗特接壤的市镇（或旧市镇、城区）包括：巴雷姆、贝讷、克吕芒克、迪涅莱班、昂特拉日、圣雅克、瑟内。
绍东-诺朗特的时区为UTC+01:00、UTC+02:00（夏令时）。

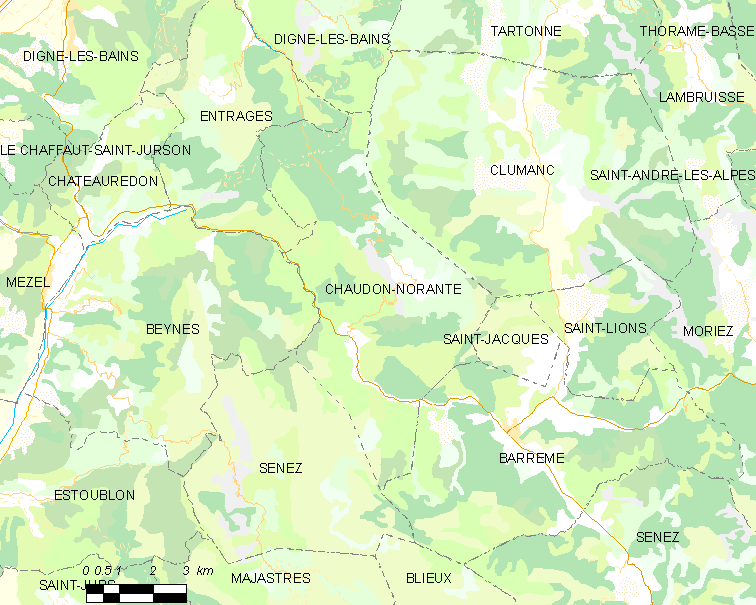
绍东-诺朗特的OSM定位图

## 行政
绍东-诺朗特的邮政编码为04330，INSEE市镇编码为04055。

## 政治
绍东-诺朗特所属的省级选区为里耶兹县。

## 人口

1962-2008年间绍东-诺朗特人口变化图示

绍东-诺朗特于2022年1月1日时的人口数量为180人。